# Klimaks (økologisk)
 For alternative betydninger, se Klimaks. (Se også artikler, som begynder med Klimaks)
Det har længe været opfattet som en kendsgerning, at alle økosystemer gennemgår en trappeagtig udvikling, hvor hvert "trin" er et forholdsvis stabilt mellemled. Disse trin kaldes successionstrin.
På et sent tidspunkt – måske efter flere hundrede år – når økosystemet frem til et næsten stabilt trin, der kan betragtes som en slags toppunkt i dets udvikling. Dette sidste successionstrin kaldes økosystemets klimaks.
Man har længe været klar over, at klimaks ikke var fuldstændigt statisk. Udefra kommende forstyrrelser (lynnedslag, oversvømmelse, vindbrud, jordskred, brand osv.) har skabt huller i systemet, huller som midlertidigt måtte gennemløbe successionen forfra eller næsten forfra. I det store og hele har man dog været overbevist om, at klimakssystemet var i homøostatisk balance og meget stabilt.
I de seneste år har denne hypotese været udsat for kritik, og der er i stedet udviklet to nye modeller til beskrivelse af succession over lange tidsforløb.
- Forstyrrelsesmodellen forudsiger, at gentagne og forskelligartede forstyrrelser vil forhindre, at systemet når klimaks. I stedet gennemgår det en række successionsforløb, som hver især genskaber en dynamisk balance. Landskabet vil derfor være sammensat som en mosaik af felter, der hver især er i gang med successionsforløb som ligner, men ikke er identiske med hinanden. Dette landskab giver plads for en meget høj grad af biodiversitet, hvad der ikke udelukker at enklaver kan have en meget lav diversitet, grænsende til enkelte arters enrådende dominans.
- Hul-fase teorien bygger på iagttagelser fra skovlysninger og afbrændte partier af prærieområder. Den forudsiger ligesom forstyrrelsesteorien, at økosystemerne sjældent når klimaks. De vil i stedet bestå af kludetæppeagtigt sammenvævede felter, hvor små og store huller er under konstant udfyldelse. Her er hullerne i sytemet altså reglen (og klimaks undtagelsen) modsat forholdet i klimaksteorien. Hulfasemodellen lægger vægt på de mange randzoner, der giver arterne muligheder, de ikke vil få i det afbalancerede klimaks. Modellen forklarer derfor bedre, hvordan der stadigvæk kan være så høj biodiversitet i det tilsyneladende stabile klimakssystem.

Ingen af disse to teorier er diskuteret færdig, og man kan ane tendenser til, at de vil ende med at blive til én samlet teori, der optager klimaksteorien som et særtilfælde. Det vil i givet fald betyde en større vægtning af tilstanden i de hundreder af år, der går, indtil økosystemet falder homøostatisk til ro i klimaks.
Et særligt problem i Danmark er den stride blæst som mange steder vil udtøre skovbunden, så træerne mistrives, hvis der opstår en tæt skov med kun højstammede træer.